# Энергия (альбом)
«Энергия» — дебютный студийный альбом рок-группы «Алиса», выпущенный студией «АнТроп» под именем «Доктор Кинчев Сотоварищи» в виде магнитоальбома на магнитофонных катушках и аудиокассетах в январе 1986 года. Спустя два с половиной года Всесоюзная фирма «Мелодия» выпустила релиз на грампластинках 6 июля 1988 года.
Альбом состоит из десяти песен и был записан звукорежиссёром Андреем Тропилло в студии «АнТроп» с 1 июня по 25 декабря 1985 года. До «Энергии» записывались и другие альбомы, но именно с неё начинается официальная дискография группы. Для звукорежиссёра Тропилло работа над альбомом стала одним из последних студийных опытов и, возможно, его самым широким экспериментом в области реформ звука. Музыка в альбоме представлена в жанрах новая волна и рок-н-ролл.
По официальным данным, тираж пластинок превысил 1 миллион экземпляров, что в США соответствует платиновому статусу. Выходу альбома предшествовали два миньона от фирмы «Мелодия» с песнями из «Энергии»: «Мы вместе/Меломан/Энергия» (7 июля 1987 года) и «Доктор Буги/Моё поколение/Соковыжиматель» (Из альбома «Энергия», 28 апреля 1988 года).
В начале 1986 года Джоанна Стингрей сняла на любительскую видеокамеру видеоклип на песню «Экспериментатор» в качестве промо-материала для американского сборника Red Wave (1986). В 1988 году режиссёры программы «Взгляд» сняли видеоклип на песню «Мы вместе», ставшую визитной карточкой «Алисы». Премьера видео состоялась в программе «Взгляд» 30 апреля 1988 года.
30 октября 2015 года в Ледовом дворце в Санкт-Петербурге группы дала большой концерт, посвящённый юбилею альбома «Энергия».

## История записи
К весне 1985 года у группы «Алиса» было достаточно песен для того, чтобы записать альбом. После третьего фестиваля Ленинградского рок-клуба Борис Гребенщиков познакомил Константина Кинчева с музыкальным продюсером Андреем Тропилло, записавшим к тому времени в своей студии альбомы таких групп, как «Машина времени», «Аквариум», «Зоопарк» и «Кино». После выступления «Алисы» на упомянутом фестивале Тропилло поставил перед собой цель записать на магнитную ленту группу так, чтобы у неё было собственное оригинальное звучание. Работа над альбомом «Энергия» началась в июне 1985 года и продолжилась до декабря. Константин Кинчев считает, что заслуга того, что альбом вообще вышел, на 70 % принадлежит Андрею Тропилло.
Также благодаря ему в записи приняли участие приглашённые питерские музыканты Михаил Чернов, Всеволод Гаккель, Александр Куссуль и Сергей Курёхин. Гитарист Андрей Шаталин, получив диплом железнодорожника и распределение в Ригу, в мае покинул группу, и на его место был приглашён Пётр Самойлов (через год Шаталин вернётся из Риги и снова займёт место гитариста). В процессе записи выяснилось, что Святослав Задерий недостаточно хорошо владеет бас-гитарой, поэтому Петру Самойлову на двух песнях пришлось его заменить. Таким образом, им были сыграны все гитарные и часть басовых партий на альбоме.
Пока шла запись альбома, Тропилло, как руководитель студии во Дворце пионеров (где происходила запись), нагрузил участников физической работой на благо дворца — музыканты переносили станки и расчищали помещения.
Чтобы усилить энергетику альбома, на готовую запись был наложен ещё один звуковой слой, составленный из мини-диалогов и отдельных реплик литературной классики. Таким образом, в альбоме появились цитаты Михаила Булгакова, Николая Гоголя и Николая Островского. «Энергия» записывался на старую широкую плёнку и на одном из каналов остался фрагмент мелодии Евгения Доги, исполняемый женским голосом. Было решено оставить его и включить в композицию «Экспериментатор». При записи альбома Андрей Тропилло использовал компрессоры, поэтому звучание «Алисы» в итоге стало немного плоским. Запись альбома была завершена осенью 1985 года.
Для «Энергии» музыканты записали в общей сложности 12 песен, из которых только 10 попали в окончательный вариант. Среди песен, оказавшихся за бортом, были «Ветер перемен» (попавшая через 2 года в альбом «Блок ада») и «Посторонний» (аранжировка того времени не сохранилась). Первую песню можно услышать на бутлеге «Суд», составленным Святославом Задерием из черновых записей группы того периода. Между песнями в бутлеге звучат отрывки из спектакля «Алиса в стране чудес».
Во время записи в «Алисе» происходили ссоры, приведшие к изменению в составе. Так, группу покинул Святослав Задерий. Началом конфликта послужило то, что во время отъезда Константина Кинчева в Москву он записал свой голос на песни, звучащие в фильме «Переступить черту» (в некоторых изменив текст). Окончательной же причиной расставания стало то, что перед началом концерта осенью 1985 года Святослав вышел из гримёрки и пропал. Тогда группе помог басист группы «Кино» Игорь Тихомиров, которому прямо перед выходом на сцену показали его партию. В апреле 1986 года Задерий, уже в качестве шоумена-перкуссиониста, снова появился в группе и принял участие в четвёртом фестивале Ленинградского рок-клуба, но после выступления покинул её навсегда (позже он соберёт новую группу «Нате!» название для которой подскажет Кинчев). Также на некоторое время «Алису» покидал клавишник Павел Кондратенко и, так как половина первого состава группы к окончанию записи альбома отсутствовала, Тропилло предложил выпустить его как «Доктор Кинчев сотоварищи».

## Список композиций
Автор всех текстов — Константин Кинчев

Авторы музыки указаны по изданию фирмы REAL Records (2009)
| №  | Название            | Музыка                            | Длительность |
| -- | ------------------- | --------------------------------- | ------------ |
| 1. | «Мы вместе»         | Константин Кинчев                 | 2:42         |
| 2. | «Волна»             | Константин Кинчев                 | 3:44         |
| 3. | «Меломан»           | Святослав Задерий, Андрей Шаталин | 3:59         |
| 4. | «Доктор Буги»       | Андрей Шаталин                    | 3:47         |
| 5. | «Плохой рок-н-ролл» | Константин Кинчев                 | 3:17         |
| 6. | «Моё поколение»     | Константин Кинчев                 | 3:56         |

| №  | Название          | Музыка                               | Длительность |
| -- | ----------------- | ------------------------------------ | ------------ |
| 1. | «Экспериментатор» | Константин Кинчев, Павел Кондратенко | 5:10         |
| 2. | «Ко мне»          | Константин Кинчев, Павел Кондратенко | 6:27         |
| 3. | «Соковыжиматель»  | Константин Кинчев                    | 4:09         |
| 4. | «Энергия»         | Константин Кинчев                    | 5:21         |

- «Мы вместе» была написана в Тёплом Стане (Москва). Песня стала визитной карточкой группы, гимном. Исполнение песни под гитару можно услышать на «Акустике часть 4», а концертный вариант — на «Пляс Сибири на берегах Невы» и «Мы вместе XX лет».
- В песне «Волна» партия саксофона была исполнена Михаилом Черновым.
- «Меломан» была написана Константином Кинчевым после того, как гитарист группы «Зона отдыха» (Константин входил в неё в 1983-м году), который должен был вести дискотеку, попросил его придумать что-нибудь для этого мероприятия. Послушав новую песню, гитарист забраковал её из-за большого количества слов. Но позже песня была включена в репертуар «Алисы». В ней Константин Кинчев делится эволюцией своих музыкальных пристрастий. Кинчев исполнил речитатив под музыку в жанре рок-н-ролл[4], завершавшийся фразой «И вот пою ещё одну песню в стиле рэп». Исполнение песни под гитару можно услышать на «Акустике часть 4».
- «Доктор Буги» была написана под впечатлением от творчества лидера группы T. Rex Марка Болана, которому и посвящена. Музыку придумал Андрей Шаталин, а Константин Кинчев, изменив гармонию, положил на неё слова. Когда во время акустического концерта, проходившего 19 декабря 1986 года в городе Новосибирске, лидера группы «Алиса» попросили исполнить композицию, он сказал, что её нужно делать только в электрическом варианте[14].
- «Плохой рок-н-ролл» в одноимённой песне, по словам Константина Кинчева, имеет позитивный знак: «Это хороший, настоящий, панковский, дурацкий и бесшабашный рок-н-ролл, не преследующий такие цели, как прославиться, заработать денег, угодить директору радиостанции и попасть в формат»[3].
- «Моё поколение» записывалась при участии музыкантов: виолончелист Всеволод Гаккель, скрипач Александр Куссуль (участники коллектива «Аквариум»). Партию флейты сыграл Андрей Тропилло. Он же предложил подкорректировать первую строчку: у Константина Кинчева было «почти 2000 лет», а Тропилло предложил сходную по смыслу, но завораживающую «две тысячи тринадцатых лун». Жанр: новая волна. Позже композиция выходила в альбоме «Шабаш», её концертное звучание можно услышать на «Мы вместе XX лет» и «Звезде по имени Рок», а акустическое исполнение — на «Акустике часть 4».
- «Экспериментатор» — песня с наибольшим количеством звуковых экспериментов. Звук, напоминающий свист, был создан ударами ивовой лозой по микрофону. Среди участвовавших в хоре для песни был Михаил Борзыкин. Изначально в песне была строчка «Экспериментатор претворения в жизнь», но, согласившись с советом Святослава Задерия, Константин Кинчев изменил её на «Экспериментатор движений вверх-вниз».

Автор песни приоткрыл её секрет: она написана о фигуре, которая стоит над нами и руководит процессами, управляет нашими движениями. В 1987 году Д. Стингрей смонтировала на песню клип, используя домашние съёмки. Акустическое исполнение «Экспериментатора» можно услышать на «Акустике часть 4».
Группа Dirty Fix сделала ремейк песни: была добавлена партия электрической гитары, но основа песни осталась оригинальной.
- «Ко мне» была написана в мае 1985-го, а её первым слушателем стал Александр Башлачёв. Вот что говорит о процессе записи Андрей Тропилло: «Мы делали эту песню по ночам в течение полугода… В ней склеек, наверное, штук сто. Каждый вдох, каждый выдох — там все „вклеено“ маленькими кусочками… На итоговом смикшированном варианте чего только нет: и смещение скорости, и нарушение ритмов… Спустя годы я слушаю эту песню и обалдеваю — как все сделано точно и вовремя. Я забил столб и не вижу рядом никого, кто был бы способен повторить подобное»[8]. Позже песня выходила в альбоме «Шабаш», в акустике её можно услышать на «Акустике часть 4», а в электричестве — на «Звезде по имени Рок».
- «Соковыжиматель» Константин Кинчев охарактеризовал как «дурацкую и смешную песню»[3]. В ней Пётр Самойлов впервые сыграл на басу. Также в её записи принимал участие Сергей Курёхин. Выходила на сборнике «Акустика часть 2».
- «Энергия» была написана уже в процессе записи альбома. В это время Константин Кинчев болел желтухой и иногда невольно задумывался о смерти[3]. Так, ему на ум пришёл стих Шарля Бодлера «Падаль», которым заканчивается альбом. Андрей Тропилло вставил в «Энергию» реплики из Михаила Булгакова: «Одно колесо пудов десять будет… По ноге хрусть — и пополам», он же произносит фразу «С того света». Пётр Самойлов говорит: «Левая сторона, правая сторона». Акустическое исполнение «Энергии» можно услышать на «Акустике часть 2» и «Акустике часть 4».
- Также песни «Экспериментатор» и «Мы вместе» с немного изменённой аранжировкой были выпущены в сольном альбоме Александра Аксенова (он же «Рикошет») и Константина Кинчева «Геополитика».

Песни «Экспериментатор» («Experimentor»), «Мы вместе» («We’re together»), «Доктор Буги» («Dr. Boogie»), «Плохой рок-н-ролл» («Bad boy»), «Соковыжиматель» («Juice squeezer») и «Ко мне» («Come to me») вошли в сборник Red Wave — первый официальный релиз рок-музыки СССР на Западе.
В альбоме представлены композиции с уклоном в стиль новая волна, но в будущем, с изменением звучания группы в сторону хард-рока, многие из них («Мы вместе», «Моё поколение», «Экспериментатор», «Ко мне») стали более тяжёлыми.

## Участники записи
Группа «Алиса»:
- Константин Кинчев — вокал, гитара (10), тексты песен;
- Пётр Самойлов — электрогитара, бас-гитара (9, 10), клавишные (8), перкуссия (1), бэк-вокал;
- Павел Кондратенко — клавишные (1-3, 5, 7-9), бэк-вокал, драм-машина
- Святослав Задерий — бас-гитара (1-6), бэк-вокал;
- Михаил Нефёдов — барабаны.

Приглашённые музыканты:
- Сергей Курёхин — клавишные (4, 7, 9);
- Олег Васильев — труба (7, 8), флейта (8);
- Александр Куссуль — скрипка (6);
- Всеволод Гаккель — виолончель (6);
- Алексей Рахов — саксофон (6, 8);
- Михаил Чернов — саксофон (2);
- Андрей Тропилло — флейта (6), бэк-вокал.

## Издания
В 1987 году фирма «Мелодия» издала два миньона с треками из «Энергии», а так как они были раскуплены большим тиражом, то было решено выпустить и альбом на виниле. Часть тиража была изготовлена на Ленинградском заводе грампластинок, а часть — на Ташкентском заводе грампластинок имени Ташмухамедова.
В 1993 году переизданием альбома занялась фирма «Moroz records». Альбом вышел на пластинках (но уже не в простых картонных конвертах, а в ламинированных; на переизданном виниле можно увидеть затёртые номера матрицы фирмы Мелодия), дисках и компакт-кассетах.
В 2003 году студия «Союз» выкупила права на альбом и в очередной раз переиздала его. В новое издание вошла концертная версия песни «Ко мне», а также буклет с описанием предыстории и хроники записи «Энергии», рассказанной музыкантами, создавшими альбом.
В 2009 году REAL Records переиздал 17 номерных альбомов «Алисы» в большом картонном боксе. Издания в формате Digipack дополнены бонус-треками из концертных альбомов.
| Регион  | Дата | Лейбл             | Формат | Каталог                               |
| ------- | ---- | ----------------- | ------ | ------------------------------------- |
| СССР    | 1988 | Мелодия           | LP     | С90 26733 000                         |
| Россия  | 1993 | Moroz Records     | LP     | MR 9447                               |
| Россия  | 1993 | Moroz Records     | CD     | MR 93009 CD                           |
| Россия  | 1994 | Moroz Records     | CS     | dMR 94009 MC                          |
| Россия  | 1994 | Moroz Records     | CS     | MR 94009 MC                           |
| Россия  | 1994 | Moroz Records     | CS     | MR 94009 MC                           |
| Украина | 1994 | Moroz Records     | CS     |                                       |
| Россия  | 1998 | Moroz Records     | CD     | dMR 00498 CD                          |
| Россия  | 1998 | Moroz Records     | CD     | MR 98009 CD                           |
| Украина | 2002 | Moroz Records JRC | CD     | dMR 00498 CD JRC 77004-99 JRC 02064-2 |
| Россия  | 2003 | Союз              | CD     | SZCD 2048-03                          |
| Россия  | 2009 | Real Records      | CD     | RR-397                                |
| Россия  | 2015 | Мистерия Звука    | CD     | CD-M+394-2                            |

## Обложка
Художник Андрей Столыпин, придумавший оформление к альбомам «Блок ада», «Шестой лесничий» и «Шабаш» рассказал, что первоначально обложка «Энергии» должна была выглядеть по-другому. Уже в то время был придуман образ маленькой девочки Алисы, которая бродит по миру. Этот образ представлен и на татуировке Константина Кинчева, на которой помимо Алисы изображены Змей Горыныч, чертополох, избушка Бабы Яги и другие элементы.
Изображение на обложке альбома должно было стать началом сказки, продолжение которой было бы сделано при оформлении следующих дисков группы, но фирма «Мелодия» потребовала от художников разрешение от семьи Льюиса Кэррола.
По словам Андрея Столыпина, Андрей Тропилло сначала сказал, что было бы хорошо придумать обложку для «Энергии», а когда она была закончена (в соавторстве с Потаповым), он заявил, что всё уже давно готово и завершено. Таким образом, на обложке альбома появилось изображение, сделанное художниками Обатниным и Смирновым.
У миньона было два варианта оформления: первый идентичный обложке альбома и второй, изображающий город. О создании второго варианта рассказал художник Николай Бельтюков: «Для дизайна конверта была использована чёрно-белая фотография с видом из окна дома 19 квартиры 1 по проспекту Луначарского. Затем она красилась виражами и анелинкой — красной и оранжевой. Надпись „АлисА“ была выклеена на стекле полосками чёрной бумаги. Стеклом прижималась фотобумага при экспонировании её на увеличителе. Белая обводка логотипа делалась тоже врукопашную — рейсфедером, гуашью. Макет Коля Васин показывал Кинчеву ещё до типографии. Косте он понравился, только он сожалел, что на небе нет молнии. Потом он почему-то рассказывал, что оформление было сделано без его ведома. Вот такая история. Банк Империал».

### Винил
Оформление сингла «Энергия» и одноимённого альбома имеет несколько различий. В сингл вошли песни: «Доктор Буги», «Моё поколение» и «Соковыжиматель», поэтому по формату он меньше альбома. На обратной стороне сингла можно увидеть фотографию группы с концерта, которая была сделана Потаповым. На обратной стороне альбома изображена пластинка, в центральном круге которой находится изображение Константина Кинчева, сверху него — список исполнителей на русском языке, снизу — на английском, слева — список композиций на русском, справа — на английском.

## Отзывы

### Музыканты
Константин Кинчев сказал, что в альбоме «был хулиганский саунд, как зубная боль», а также он охарактеризовал альбом следующим образом:

Это была наша первая студийная работа, и по большому счёту мы оказались к ней не готовы… На мой взгляд, студийный альбом — это качественная фотография того, что собой представляет коллектив. Чем тоньше звукорежиссёр, тем качественнее он делает фотографию. А мы с Тропилло чрезмерно увлеклись экспериментами в аранжировках, наложениями голоса на голос, дабл-треками.

Но именно после выхода альбома «Энергия» «Алису» полюбили миллионы людей, а сама группа вышла на новый уровень.
Михаил Горшенёв сказал, что всегда любил «Алису», а «Энергия» — это, по его мнению, лучший альбом группы.
Илья Чёрт признался, что «у него совершенно мозги перевернулись», когда в 1986 году он в пионерлагере услышал «Энергию».
Дмитрий Ревякин говорил, что после прослушивания альбома у него сложилось недоброжелательное отношение к Константину Кинчеву — по его словам, ему не нравилось постоянное «якание».
Сергей Курёхин и Александр Башлачёв отмечали, что их любимейшая песня «Алисы» — «Соковыжиматель». Башлачёву больше нравились сатирические и абсурдистские композиции «Алисы».
Сергей Шнуров, посетив концерты группы в Краснодаре в 2006 году, признался журналистам что в 8 классе школы сдал все экзамены под альбом «Энергия».
Илья Лагутенко рассказывал о своей мечте восстановить «Энергию» в виде кавер-версий. Он даже говорил на эту тему с самим Кинчевым, но тот категорически отказался участвовать в подобном проекте, поскольку для него это — «время, настроение и эмоции, которые он не может реанимировать, восстановить, снова прожить».

### Публикации
Нина Барановская в своей книге «По дороге в рай…» пишет, что Константин Кинчев периода создания «Энергии» «был не её автор», что «все его „соковыжиматели“, „манекены“ и „франкенштейны“ и прочая нечисть не могли быть для неё духовным хлебом, вызывали интерес, но душу не затрагивали». Также она добавила, что в ту пору он был ей более любопытен как человек, а не как автор песен.

### Пресса
Журнал «Рокси», давая оценку альбому, пишет, что каждая песня в альбоме — это «хит в лучшем смысле слова», а вместе все песни составляют «впечатляющий цикл, в котором прослеживается единая, стержневая тема — размышления о судьбе поколения».
Также автор считает, что «мало кому удавалось воплотить эту тему на уровне одухотворённого творческого акта столь убедительно и проникновенно», как это удалось Константину Кинчеву. Звучание группы названо «искусственным, стерильным и модным».
Автор статьи «Странные гастроли» из газеты «Молодость Сибири» пишет, что песня «Меломан» вызвала у неё удивление самонадеянностью автора, что в песне «Волна» Константин Кинчев не даёт разъяснений, что представляет собой эта «волна», этот новый стиль мышления, а просто объясняет, что сопротивление «волне» бесполезно. Также она заявляет, что в песне «Моё поколение» «автор противопоставляет свою исстрадавшуюся индивидуальность безнадёжно инертному поколению».
В 1999 году журналист Александр Кушнир подробно описал историю записи альбома «Энергия» (1985) в своей книге «100 магнитоальбомов советского рока» и отметил, что «Энергия» — это альбом, идеально выразивший в звуке всевозможные маски Кинчева — актёра и поэта. Кинчев нашёл в «Энергии» «образ буревестника новой волны, наконец-то воспарившего над толпой».

## Песни альбома в саундтреках
- «Меломан», «Доктор Буги» и «Соковыжиматель» звучат в телефильме «Переступить черту» (1985).
- «Моё поколение» звучит в короткометражке «Йа-Хха» (1986) и наряду с другими песнями «Алисы» в полнометражном «Взломщике» (1987).